# ゴールドマン・バンド
ゴールドマン・バンド（Goldman Band）は、かつてアメリカ合衆国に存在した吹奏楽団。エドウィン・フランコ・ゴールドマンが設立したニューヨーク・ミリタリー・バンド（New York Military Band）を前身として、1918年に創設。ニューヨークに拠点を置いていた。

## 概要
ゴールドマン・バンドの最初の演奏会は1920年にコロンビア大学で行われた。プログラムはゴールドマンが選んだ編曲作品・吹奏楽オリジナル作品で構成され、J.S.バッハ、ヴィクター・ハーバート、エドワード・マクダウェル、ヨハン・スヴェンセン、アンブロワーズ・トマ、リヒャルト・ワーグナー、カール・ミヒャエル・ツィーラーらの作品が演奏された。
ゴールドマン・バンドは、前身のニューヨーク・ミリタリー・バンド時代を含め、93年間にわたって、ニューヨーク市内の公共の場で無料で公演を行った。公演は、グリーンズ・アット・コロンビア（the Greens at Columbia）、セントラル・パーク、プロスペクト・パーク（Prospect Park）、リンカーンセンターのグッゲンハイム・バンドシェル（Guggenheim Bandshell）でも行われた。著名な奏者や歌手との共演を行い、パーシー・グレインジャーやヴィヴィアン・ダン（Vivian Dunn）を客演指揮者として迎えた。吹奏楽のための古典的な作品のみならず、新たに作曲された作品も演奏された。ゴールドマンは、オットリーノ・レスピーギ、アルベール・ルーセル、ヤロミール・ヴァインベルゲルら欧州の作曲家に吹奏楽編成の作品を委嘱した。著名な音楽家との共演やグッゲンハイム財団（Guggenheim Foundation）からの寄付で、ゴールドマン・バンドは、ニューヨークでの演奏活動に加え、米国やカナダでのツアーや、ラジオやテレビへの出演も行った。 
1983年、グッゲンハイム財団がその寄付先を社会問題に絞りゴールドマン・バンドへの援助を打ち切ったことから、同バンドは新たな資金調達を求めなければならなくなったため、活動期間を7週間に限定し、その間に35回の演奏会を行うこととした。

## 指揮者
エドウィン・フランコ・ゴールドマンが1956年に78歳で死去すると、息子のリチャード（Richard Franko Goldman）が跡を継いで指揮者に就任するも1979年に辞任、翌1980年に死去。1968年から共同指揮者の座にあったエインズリー・コックスが、1988年に死去するまで首席指揮者を務めた。以後、ジーン・ヤング（Gene Young）（1988〜1997年）、デビッド・イートン（David Eaton）（1997〜2000年）、クリスティアン・ウィルヘルム（Christian Wiljelm）（2000年〜活動停止まで）が指揮者を務めた。

## 初演作品
数々の著名な作曲家がゴールドマン・バンドのために作曲を行っている。
- 1937年夏、パーシー・グレインジャー作曲「リンカンシャーの花束」の完全版を初演。
- 1945年6月13日、ダリウス・ミヨー作曲「フランス組曲」を初演。
- 1946年6月27日、アルノルト・シェーンベルク作曲「主題と変奏」をリチャード・フランコ・ゴールドマン指揮で初演[5]。
- 1947年6月23日、エクトル・ベルリオーズ作曲「葬送と勝利の大交響曲」を200名の合唱とともに米国初演。

## 編成
1930年から1956年にかけて、以下の64名で編成されていた。
- フルート 4
- オーボエ 2
- クラリネット 19
- E♭クラリネット 1
- バスクラリネット 1
- アルトサクソフォン 2
- テナーサクソフォン 1
- バリトンサクソフォン 1
- バスーン 2
- コルネット 4
- トランペット 2
- ホルン 2
- トロンボーン 6
- ユーフォニアム 2
- チューバ 4
- コントラバス 2
- ハープ 1
- 打楽器 3

## 活動停止
2005年4月、同バンドの理事会は団員側の委員会に対し、定数を5名減少させ48名とすること（ただし理事会側は現有45名の団員には影響は無いと主張）、理事会メンバーから団員を除くこと、出演料を減額させること等の条件を提示した。委員会は5月22日にこの提示を拒絶、5日後の5月27日にゴールドマン・バンドは活動を停止し、その87年の歴史に幕を下ろした。